# Adam Nelson (atleet)
Adam Nelson (Atlanta, 7 juli 1975) is een Amerikaanse kogelstoter. Hij werd wereldkampioen en meervoudig Amerikaans kampioen in deze discipline. Hij nam driemaal deel aan de Olympische Spelen en won hierbij een gouden en een zilveren medaille.

## Loopbaan

### Eerste successen als junior
Nelson studeerde aan de The Lovett School in Atlanta. Hij blonk uit in football en atletiek. Hij studeerde in 1993 af in Atlanta en vervolgens in 1997 aan het Dartmouth College in Hanover.
Zijn eerste succes behaalde Nelson in 1993 door Pan-Amerikaans juniorenkampioen kogelstoten te worden met 16,56 m. In 1994 kreeg hij internationale bekendheid door het winnen van het onderdeel kogelstoten op de wereldkampioenschappen voor junioren in Lissabon met een afstand van 18,34.

### Olympische kampioen op termijn
Meerdere malen werd Nelson tweede: Op de Olympische Spelen van Sydney in 2000 en op de Olympische Spelen van Athene in 2004 veroverde hij het zilver. Die tweede zilveren plak werd overigens aan het einde van 2012 omgezet in een gouden toen bleek dat bij de oorspronkelijke kampioen, de Oekraïner Joeri Bilonoh, acht jaar na dato in een bewaard urinemonster alsnog sporen van verboden prestatiebevorderende middelen waren aangetroffen. Op grond hiervan werd Bilonoh gediskwalificeerd en moest deze gouden medaille weer inleveren.

### Goud en zilver op WK's
Op de wereldkampioenschappen van 2001 in Edmonton en op de WK van 2003 in Parijs ging hij eveneens met een zilveren medaille naar huis. Op 6 augustus 2005 won hij op de WK van 2005 in Helsinki een gouden medaille. Op de WK van 2007 in Osaka werd hij echter opnieuw tweede.
Op de Olympische Spelen van 2008 in Peking kwalificeerde Adam Nelson zich met 20,56 voor de finale. In de finale wist hij echter geen geldige poging te produceren en eindigde hij op een laatste plaats.
Nelson is een prominent anti-doping campagnevoerder.

## Titels
- Olympisch kampioen kogelstoten - 2004
- Wereldkampioen kogelstoten - 2005
- Amerikaans kampioen kogelstoten - 2000, 2002, 2004, 2006, 2011
- Amerikaans indoorkampioen kogelstoten - 2001, 2002
- Wereldkampioen junioren kogelstoten - 1994
- Pan-Amerikaans juniorenkampioen kogelstoten - 1993

## Persoonlijke records
Outdoor
| Onderdeel    | Prestatie | Datum       | Plaats   |
| ------------ | --------- | ----------- | -------- |
| kogelstoten  | 22,51 m   | 18 mei 2002 | Portland |
| discuswerpen | 54,38 m   | 1997        |          |

Indoor
| Onderdeel   | Prestatie | Datum            | Plaats       |
| ----------- | --------- | ---------------- | ------------ |
| kogelstoten | 22,40 m   | 15 februari 2008 | Fayetteville |

## Palmares

### kogelstoten
Kampioenschappen
- 1993:  Pan-Amerikaanse junioren kamp. - 16,56 m
- 1994:  WK junioren - 18,34 m
- 1998:  Goodwill Games - 20,39 m
- 1999:  Universiade - 20,64 m
- 2000:  OS - 21,21 m
- 2000:  Grand Prix Finale - 21,66 m
- 2001:  WK - 21,24 m
- 2001:  WK indoor - 20,72 m
- 2001:  Goodwill Games - 20,91 m
- 2002:  Grand Prix Finale - 21,34 m
- 2002:  Wereldbeker - 20,80 m
- 2003:  WK - 21,26 m
- 2003: 5e Wereldatletiekfinale - 20,15 m
- 2004:  OS - 21,16 m (na DQ Joeri Bilonoh)
- 2005:  WK - 21,73 m
- 2005:  Wereldatletiekfinale - 20,80 m
- 2005:  Wereldatletiekfinale - 21,92 m
- 2007:  WK - 21,61 m
- 2007:  Milrose Games - 22,07 m
- 2007:  Wereldatletiekfinale - 20,95 m
- 2008: NM OS
- 2009: 5e WK - 21,11 m
- 2009: 7e Wereldatletiekfinale - 20,03 m
- 2011: 7e WK - 20,29 m (na DQ Andrej Michnevitsj)

Golden League-podiumplaatsen
- 2000:  Bislett Games - 21,43 m
- 2000:  Weltklasse Zürich - 21,64 m
- 2000:  Herculis - 20,51 m
- 2000:  Memorial Van Damme - 21,58 m
- 2000:  ISTAF - 20,89 m

Diamond League-podiumplaatsen
- 2010:  Prefontaine Classic - 21,16 m
- 2010:  Weltklasse Zürich - 21,29 m

1896: Bob Garrett ·
1900: Richard Sheldon ·
1904: Ralph Rose ·
1906: Martin Sheridan ·
1908: Ralph Rose ·
1912: Pat McDonald ·
1920: Ville Pörhölä ·
1924: Bud Houser ·
1928: John Kuck ·
1932: Leo Sexton ·
1936: Hans Woellke ·
1948: Wilbur Thompson ·
1952: Parry O'Brien ·
1956: Parry O'Brien ·
1960: Bill Nieder ·
1964: Dallas Long ·
1968: Randy Matson ·
1972: Władysław Komar ·
1976: Udo Beyer ·
1980: Vladimir Kiseljov ·
1984: Alessandro Andrei ·
1988: Ulf Timmermann ·
1992: Mike Stulce ·
1996: Randy Barnes ·
2000: Arsi Harju ·
2004: Adam Nelson ·
2008: Tomasz Majewski ·
2012: Tomasz Majewski ·
2016: Ryan Crouser ·
2020: Ryan Crouser ·
2024: Ryan Crouser
1983 Edward Sarul ·
1987 Werner Günthör ·
1991 Werner Günthör ·
1993 Werner Günthör ·
1995 John Godina ·
1997 John Godina ·
1999 Cottrell J. Hunter ·
2001 John Godina ·
2003 Andrej Michnevitsj ·
2005 Adam Nelson ·
2007 Reese Hoffa ·
2009 Christian Cantwell ·
2011 David Storl ·
2013 David Storl · 
2015 Joe Kovacs · 
2017 Tomas Walsh · 
2019 Joe Kovacs · 
2022 Ryan Crouser · 
2023 Ryan Crouser